# Poptún
Poptún – miasto w północnej części Gwatemali w departamencie Petén, leżące w odległości 102 km na południowy wschód od stolicy departamentu i 20 km od granicy państwowej z Belize. Jest siedzibą władz gminy o tej samej nazwie, która w 2012 roku liczyła 64 988 mieszkańców. Gmina jak na warunki Gwatemali jest bardzo duża, a jej powierzchnia obejmuje 1766 km².